# سونوکس
settlement_typeسونوکسlatitudeسونوکسlongitudeسونوکسmottoسونوکس
سونوکس (به انگلیسی: Sevenoaks) یک شهرک در بریتانیا است که در انگلستان واقع شده‌است.

## خصوصیات
سونوکس ۲۹٬۵۰۶ نفر جمعیت دارد.

## خواهرخوانده
شهر پونتوآز خواهرخواندهٔ سونوکس هست.